# Nabinagar
Nabinagar (en bengali : নবীনগর) est une upazila du Bangladesh dans le district de Brahmanbaria. En 2011, on y dénombrait 493 518 habitants.